# Tarzan and the Great River
Tarzan and the Great River (bra: Tarzan e o Grande Rio) é um filme estadunidense de 1967 do gênero aventura, dirigido por Robert Day. É um dos três filmes da série do Tarzan estrelada por Mike Henry e o segundo em que o personagem aparece como uma espécie de agente secreto internacional (influência do sucesso cinematográfico de James Bond), desta vez agindo no Brasil (onde foram feitas as locações).
A produção é de Sy Weintraub e Steve Shagan e o roteiro de Bob Barbash com o personagem criado por Edgar Rice Burroughs.
Dinky, a chimpanzé que interpreta Cheeta, mordeu Mike Henry durante as filmagens, obrigando-o a receber vinte pontos. O chimpanzé foi sacrificado e Henry mais tarde processaria os produtores por esse acidente e por outros ocorridos nos três filmes em que interpretou Tarzan, reclamando da falta de segurança e das péssimas condições de trabalho. As partes entraram em acordo fora dos tribunais.

## Sinopse
Tarzan vai ao Brasil, chamado pelo seu velho amigo Professor, que lhe pede ajuda para enfrentar o Culto do Jaguar, uma seita nativa liderada pelo guerreiro Barcuma, que hostiliza os brancos e ameaça o trabalho da Dra Ann Philips que pretende inocular todos os nativos que habitam as aldeias próximas do Rio Amazonas.
Tarzan é ajudado pelos animais Baron (um leão) e Cheeta (uma chimpanzé), que ele trouxe da África. Também são seus aliados o barqueiro capitão Sam Bishop e seu ajudante, o garoto Pepe.

## Elenco principal
- Mike Henry...Tarzan
- Jan Murray...Capitão Sam Bishop
- Diana Millay...Dra. Ann Philips
- Rafer Johnson...Barcuma
- Manuel Padilla, Jr....Pepe
- Paulo Gracindo...Professor
- Luz del Fuego ...	 (não creditada)
- Carlos Eduardo Dolabella ... (não creditado)
- Eliezer Gomes ... (não creditado)